# Catoptria mytilella
Catoptria mytilella is een vlinder uit de familie grasmotten (Crambidae). De wetenschappelijke naam is voor het eerst geldig gepubliceerd in 1805 door Hübner.
De soort komt voor in Europa.